# Zwarte els
De zwarte els (Alnus glutinosa) is een boom uit de berkenfamilie (Betulaceae), inheems in Europa en Azië.

## Naamgeving
De soortaanduiding glutinosa betekent kleverig en dat heeft betrekking op de knoppen en de jonge bladeren. De toevoeging 'zwarte' duidt op de donkerbruine schors van jonge bomen, in tegenstelling tot de schors van de witte els.

## Kenmerken

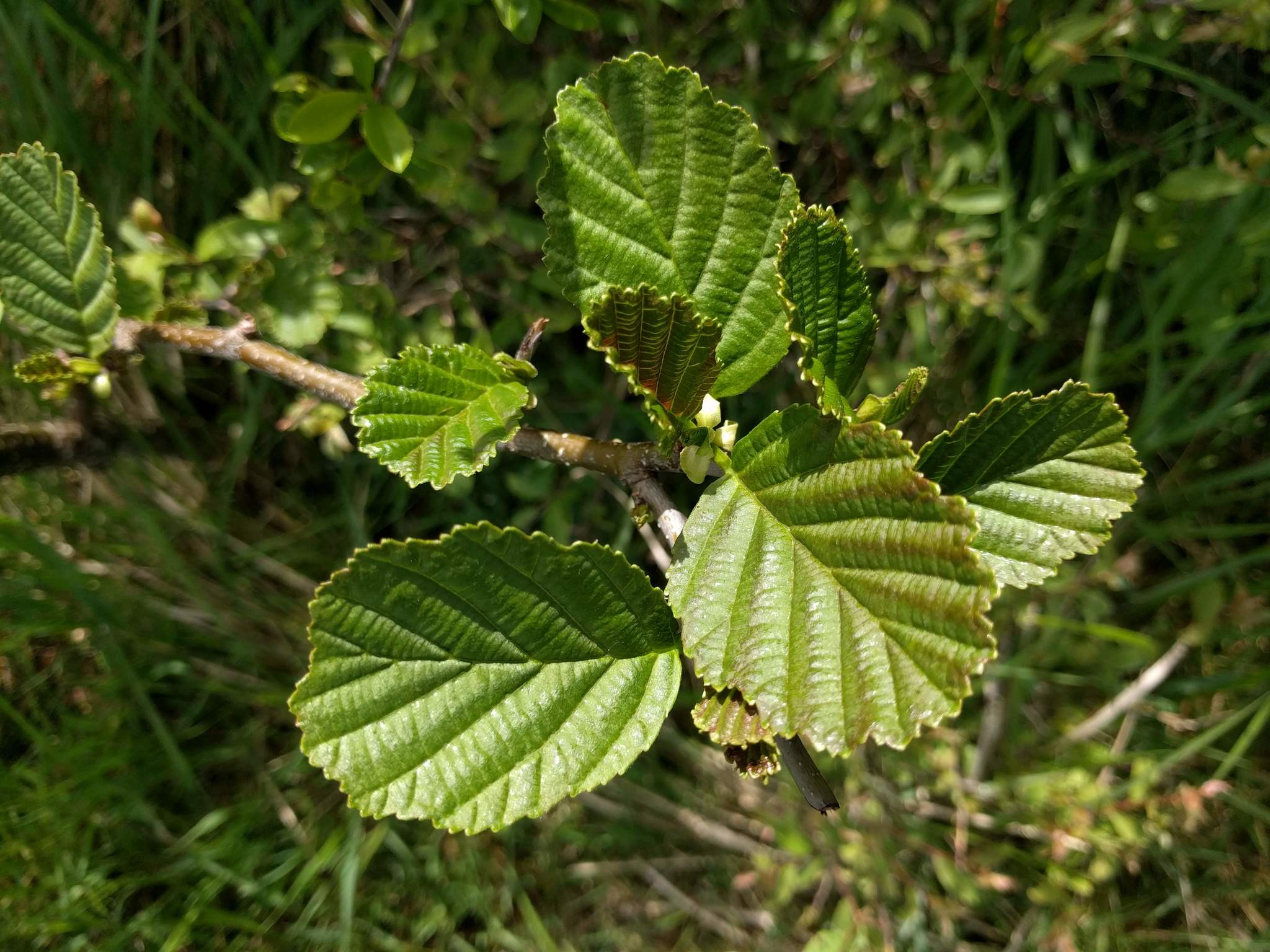
Bladeren

Zwarte elzen hebben een vrij oppervlakkig wortelgestel waarmee ze veel water uit de grond trekken. De boom kan 25–30(35) m hoog worden, maar dat komt zelden voor. Elzen kunnen zich vegetatief vermeerderen door uitlopers en worden daardoor meestal meerstammig. De stam is recht en gaat ver tot in de kroon door. De twijgen zijn kaal.
De schors is eerst glad, glanzend grijsbruin met een vroege vorming van de donkergrijze tot zwartbruine, schubbige, gegroefde schors.
De knoppen zijn kaal en staan op een steeltje. De zwarte els is gemakkelijk te herkennen aan de grote omgekeerd eironde bladeren. De top is stomp, uitgerand en de randen zijn grof dubbel gezaagd. De bladeren worden 4–11 cm lang en hebben 5–6 (8) nervenparen. De onderzijde is kaal met uitzondering van de nerfoksels (de hoeken van de nerven). De stelen zijn 2–3,5 cm lang. De jonge delen zijn kleverig.
De zwarte els is eenhuizig. De houtige, mannelijke katjes vallen niet uiteen bij rijpheid zoals bij berken (Betula). Ze zijn langwerpig, 6–12 cm lang. Tijdens de bloei hangen ze slap. Het stuifmeel wordt door de wind verspreid. De vrouwelijke vruchtkatjes zijn ovaal, roodbruin en zitten met drie tot vijf stuks samen en zijn gesteeld. De elzenproppen worden gevormd door de vrouwelijke bloemen. Het zijn de schutbladeren van deze bloemen die houtig geworden zijn. In hun oksels zitten de vruchtjes.
Het hout van de zwarte els is zeer bestand tegen verrotting als het volledig in water ondergedompeld blijft (bijvoorbeeld bij het gebruik als heipaal).

## Ecologie
De plant groeit op alle bodemsoorten (klei, veen en zand) en vindt een ecologische niche in nattere plaatsen zoals op waterkanten. De zwarte els kan groeien op natte, overstroomde, slecht beluchte en kalkarme (zure) grond. Op dergelijke gronden wortelt de zwarte els ondiep en blijft voor een boom klein. Op dieper doorluchte, kalkrijke en vruchtbaardere gronden wortelt de zwarte els dieper en ontwikkelt de zwarte els zich tot een echte boom. Zwarte els is winterhard en lichtminnend. De zwarte els is met name droogtegevoelig op kalkarme bodem.
Elzen trekken kenmerkende fauna aan, onder meer sijzen (op de elzenpropjes) en insecten (zoals elzenhaantje (Agelastica alni), Hemichroa crocea).
De inheemse elzen leven in symbiose met de bacterie Frankia alni die zorgt voor de binding van stikstof uit de lucht. Deze symbionten bevinden zich in knolletjes aan de wortels. Hierdoor kan de els leven op oorspronkelijk arme bodem, waarbij de bodem verrijkt wordt. Deze verrijking met stikstofverbindingen heeft weer invloed op de ondergroei, waarin veelal brandnetels voorkomen.

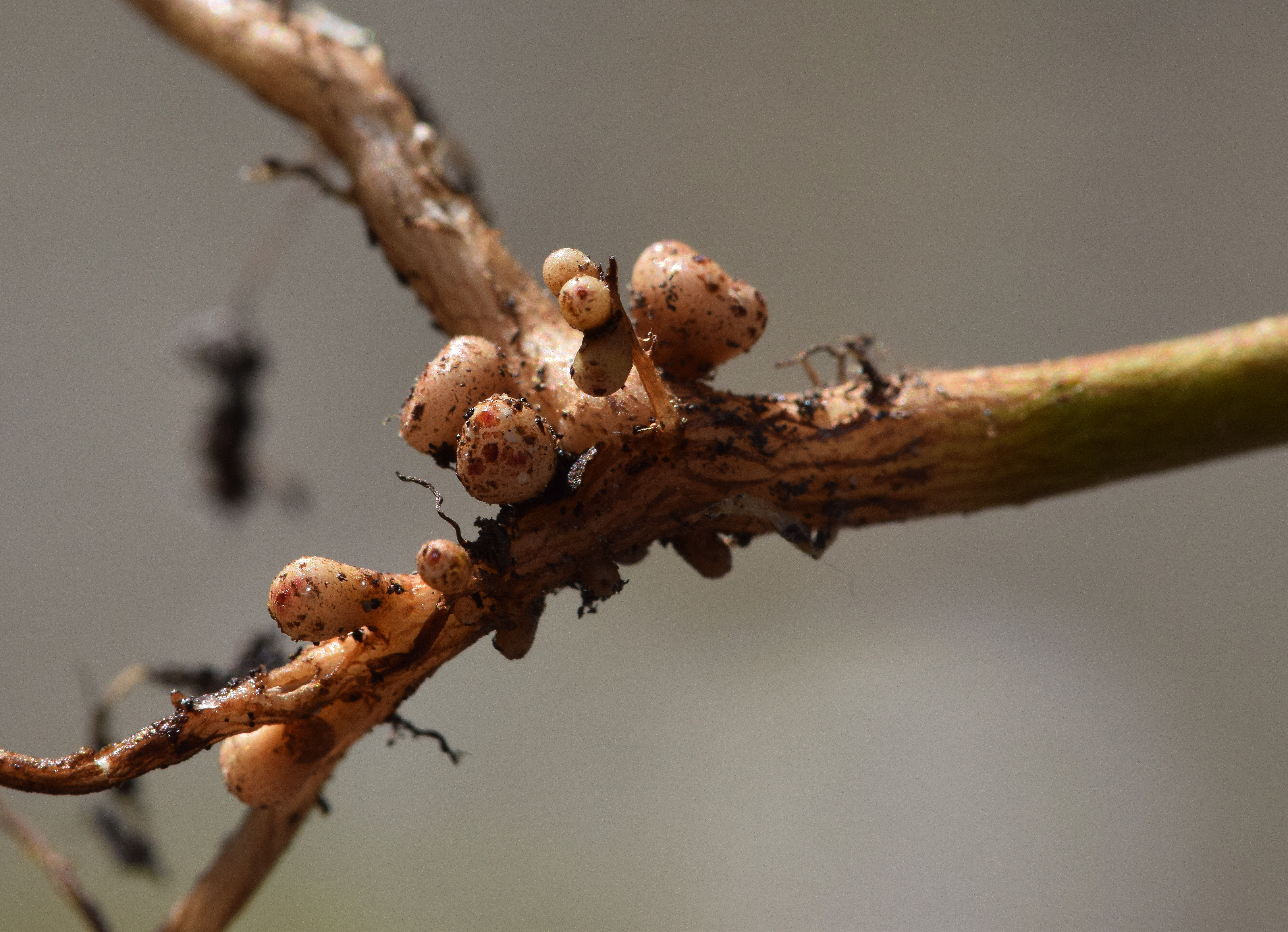
Wortelknolletjes op zwarte els

### Syntaxonomie

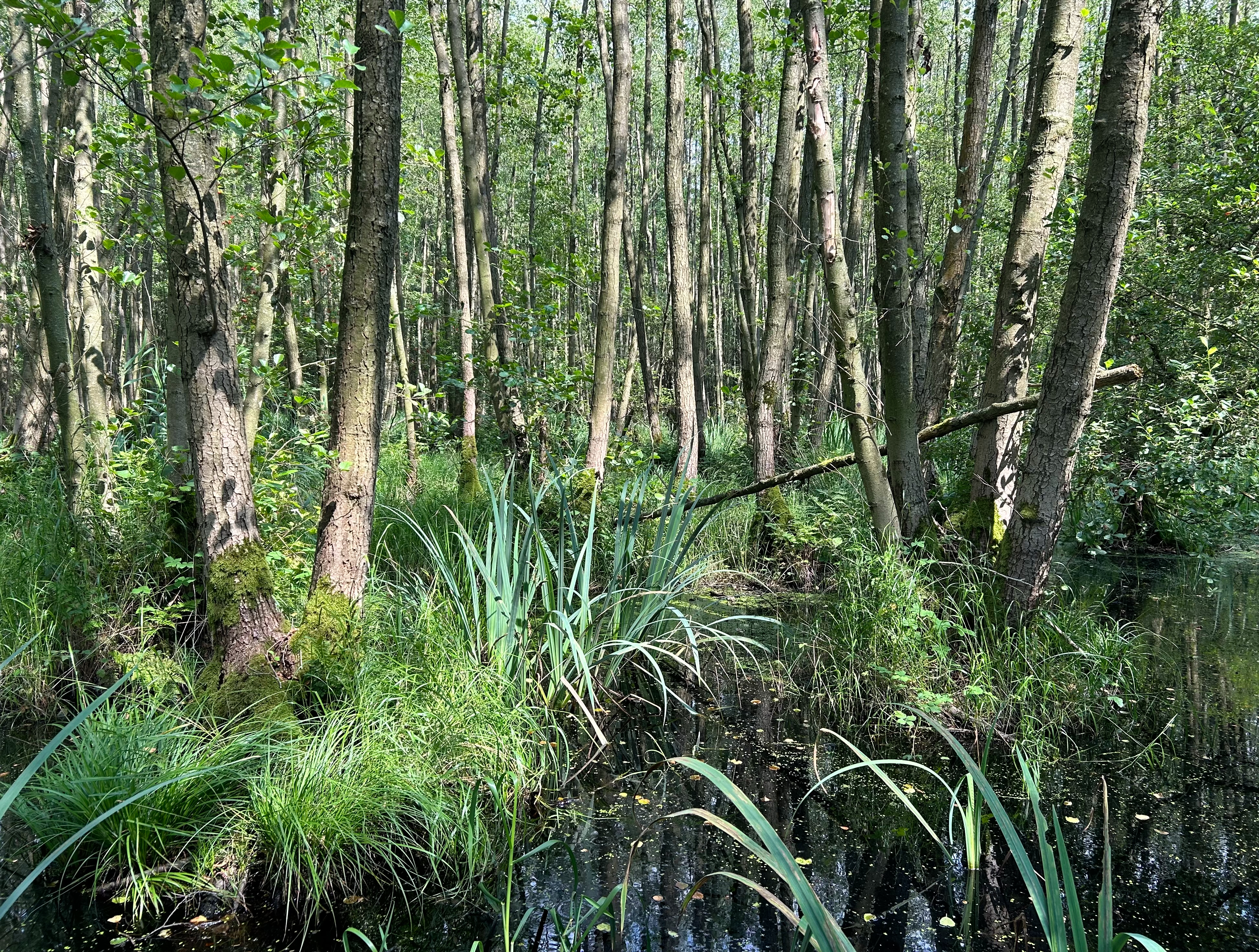
Zwarte els als dominante soort in de boomlaag van het elzenzegge-elzenbroek, een associatie uit de klasse van elzenbroekbossen.

In de syntaxonomie staat zwarte els te boek als preferente kensoort voor de klasse van elzenbroekbossen (Alnetea glutinosae). Daarnaast komt ze ook veel voor in het verbond van els en vogelkers (Alno-Padion), waarvoor ze als belangrijke differentiërende soort geldt binnen de klasse van eiken- en beukenbossen op voedselrijke grond (Querco-Fagetea).

## Verspreiding
De zwarte els heeft een zeer groot verspreidingsgebied, van West-Europa, over de Kaukasus, Siberië tot in Japan en verder ook in Noord-Afrika. De soort is algemeen in België en Nederland. Minder algemeen in het bergland.

## Cultivars
- A. glutinosa 'Aurea' is een zwakkere groeier dan de gewone zwarte els. De jonge schors is oranje. De bladeren zijn geel, vooral bij het uitlopen in het voorjaar.
- A. glutinosa 'Imperialis' is meer een struik met ranke stammen dan een boom. Hij groeit trager dan de soort. De bladeren zijn diep ingesneden, met lijnvormige lobben en gaafrandig.
- A. glutinosa 'Laciniata' blijft lange tijd een kleine struik met zeer kleine bladeren. Het is een zeer zwakke groeier. De bladeren zijn stomp gelobd.
- A. glutinosa 'Pyramidalis' heeft een zuilvormige groeiwijze, en is kleiner en smaller dan de soort. Misstaat ook in een kleinere natte tuin niet.

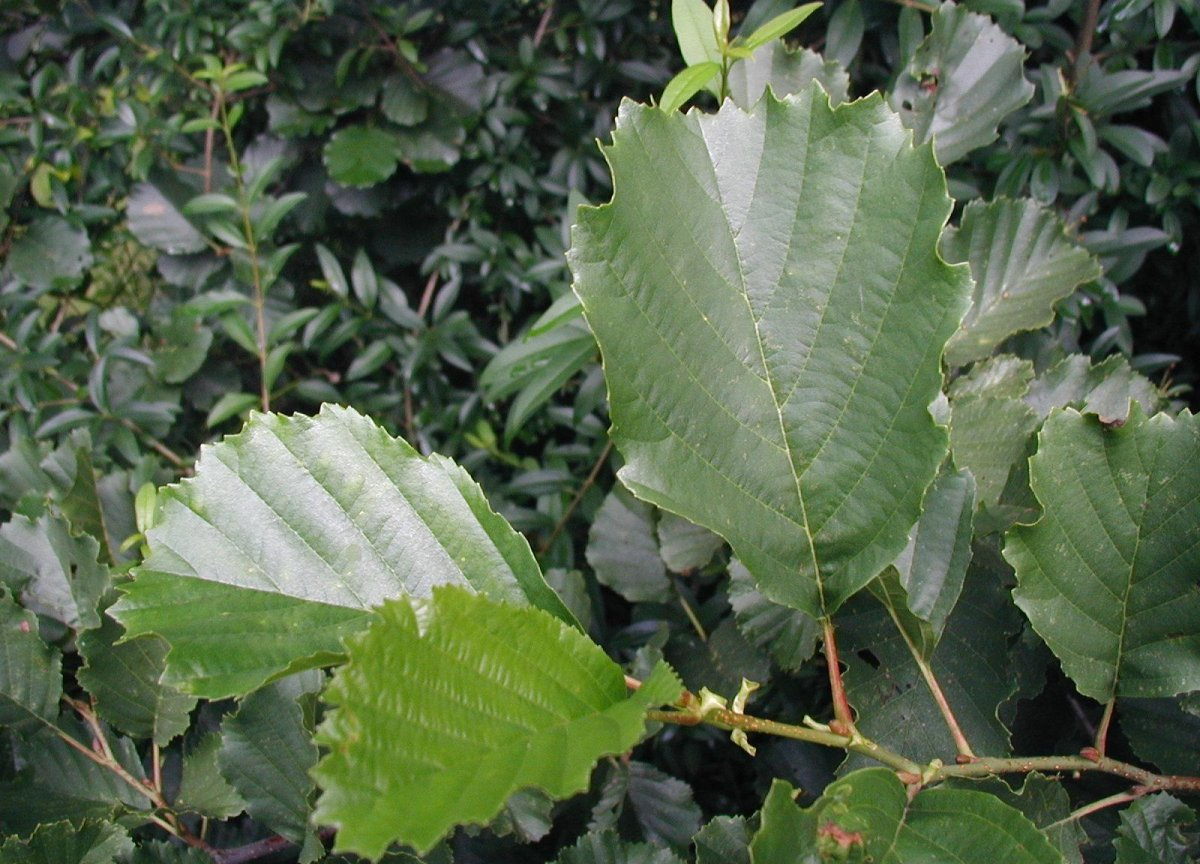
Bladeren van de zwarte els
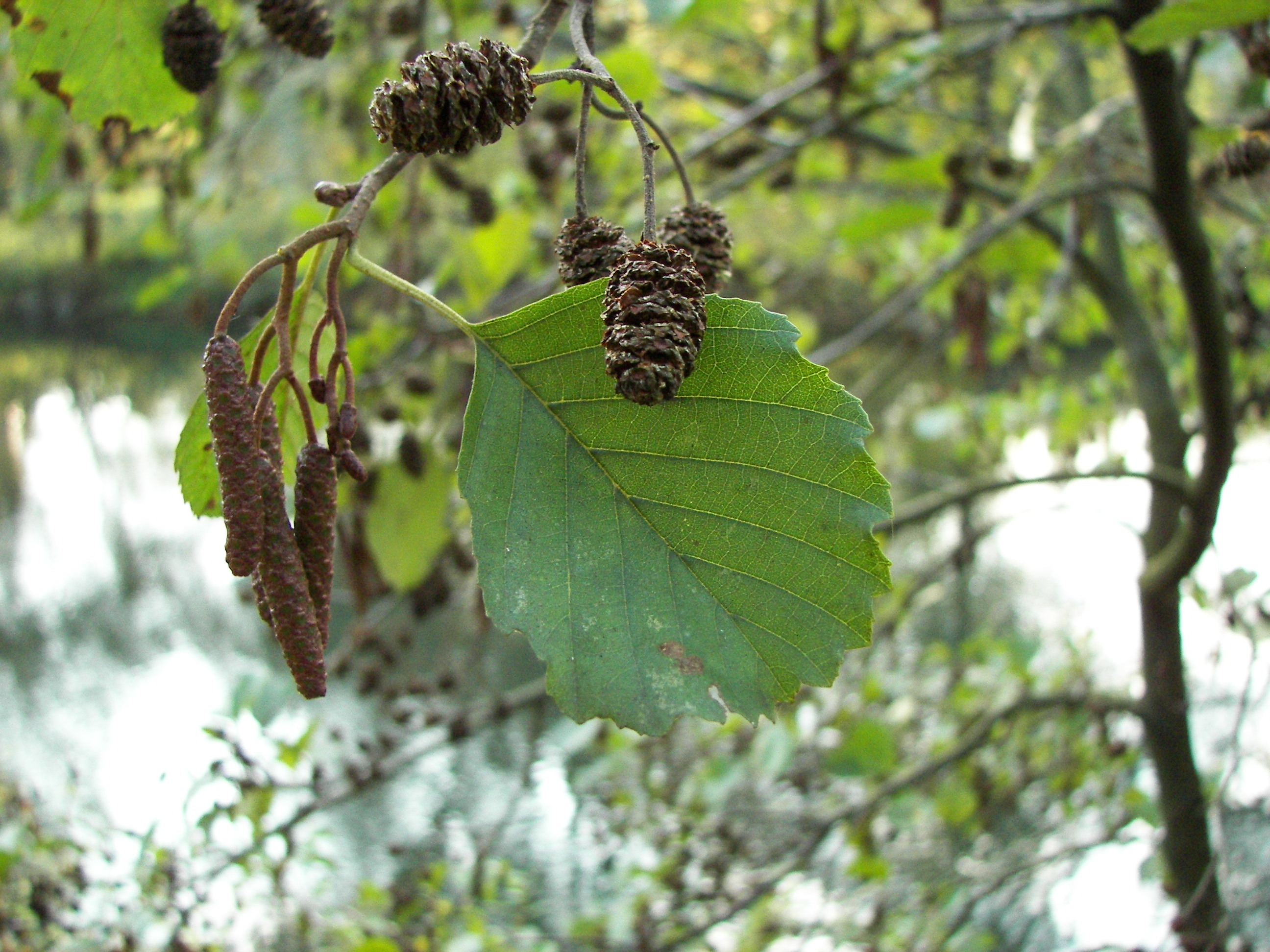
Blad en mannelijke (langwerpig) en vrouwelijke (gesteeld) katjes
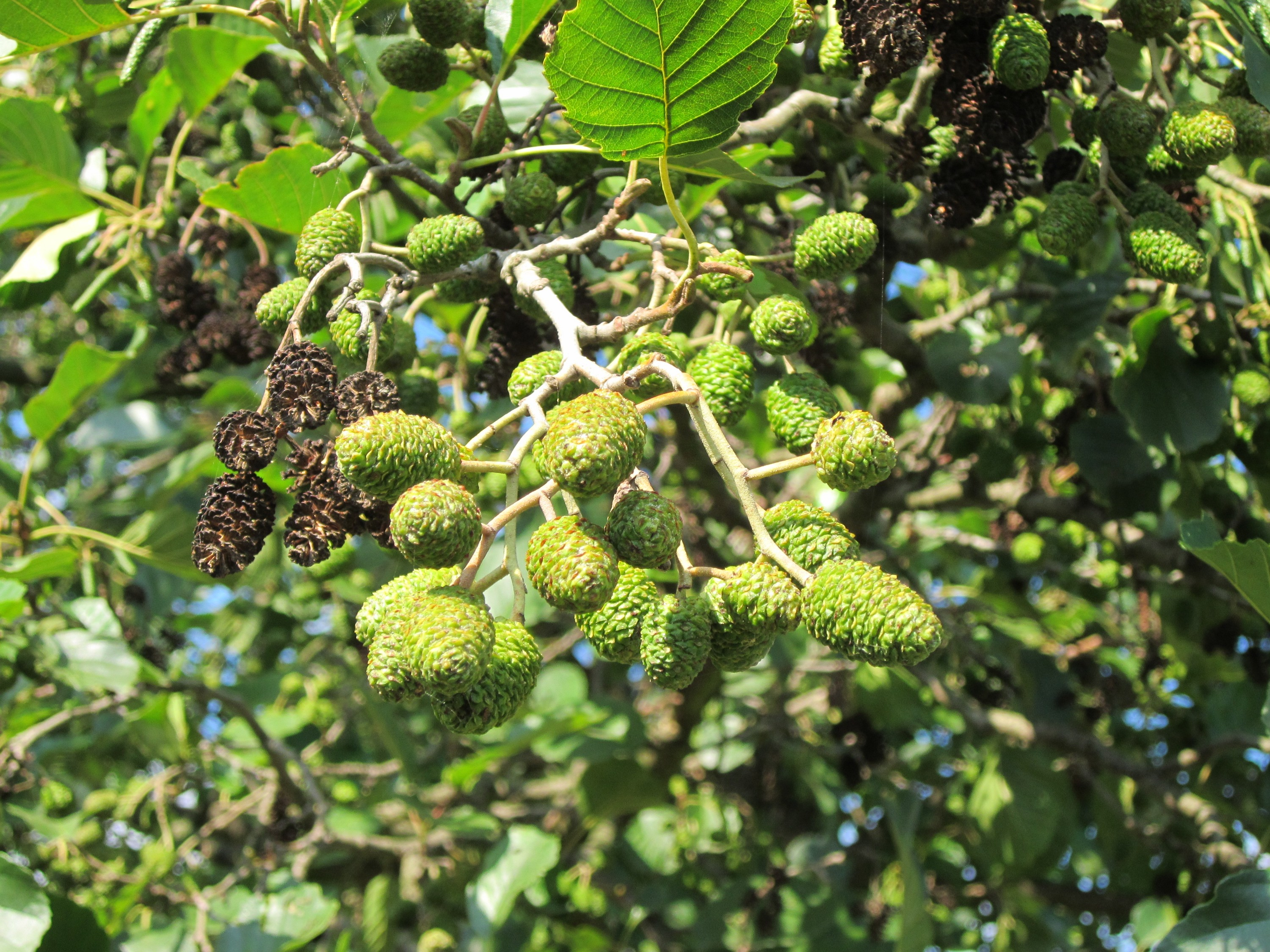
Elzenproppen (de vrouwelijke bloeiwijzen)
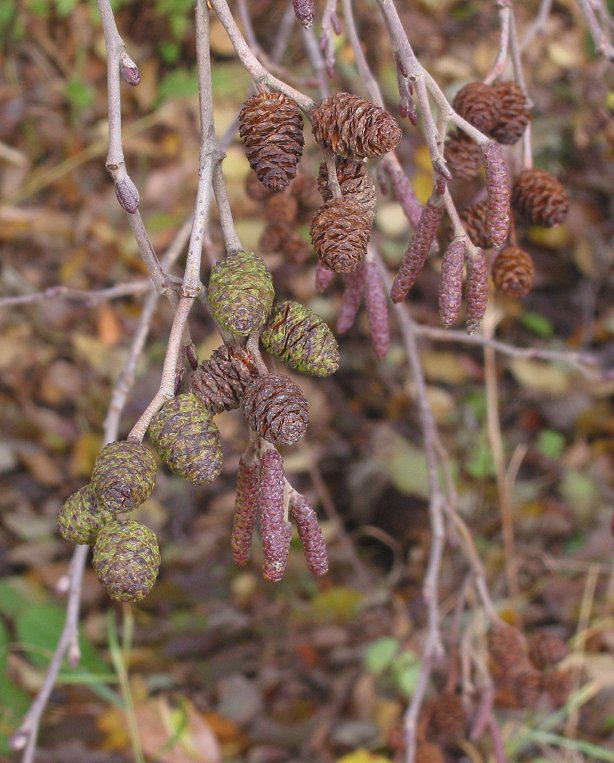
Katjes van de zwarte els in het najaar
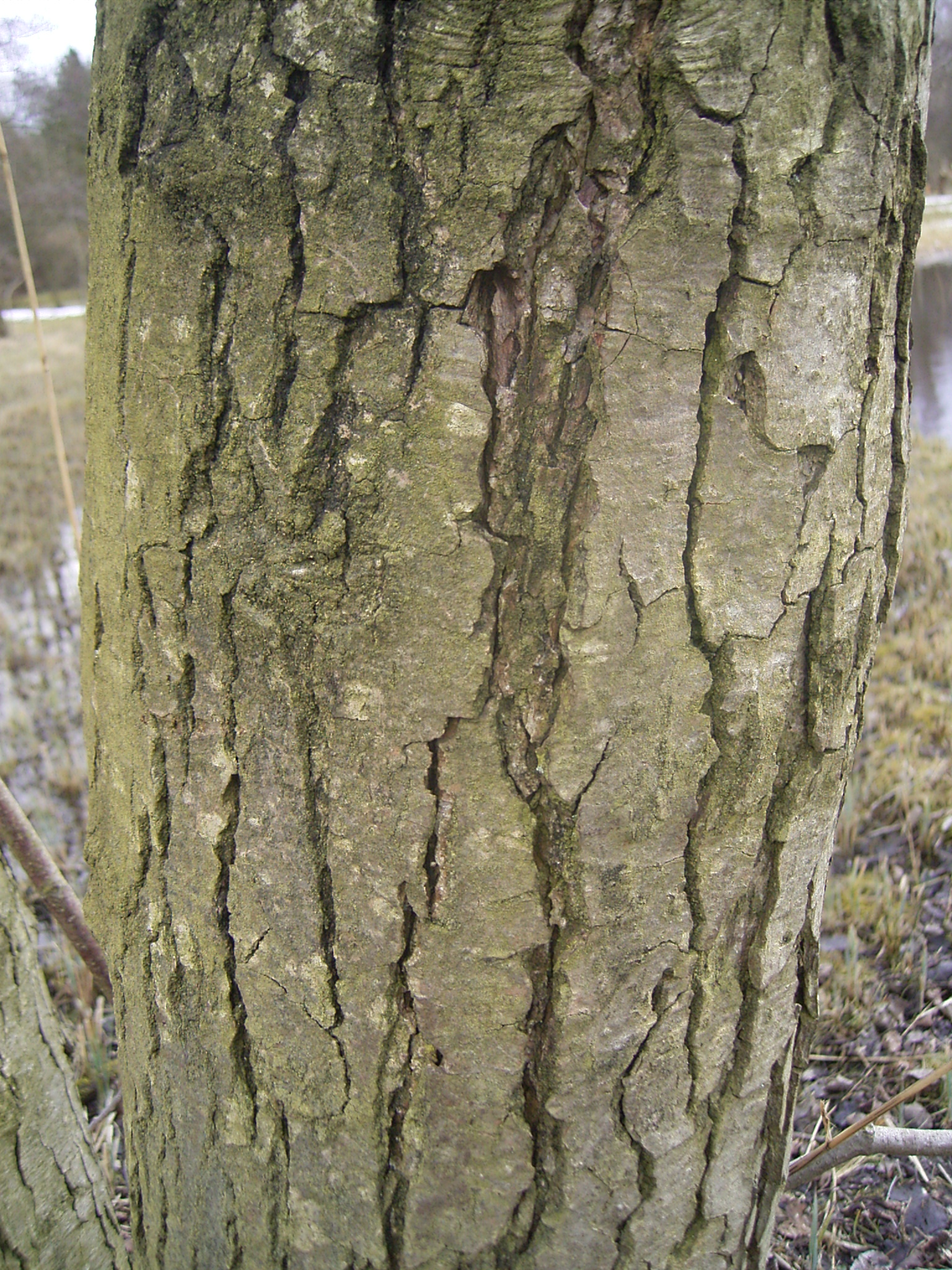
De gegroefde bast van de zwarte els
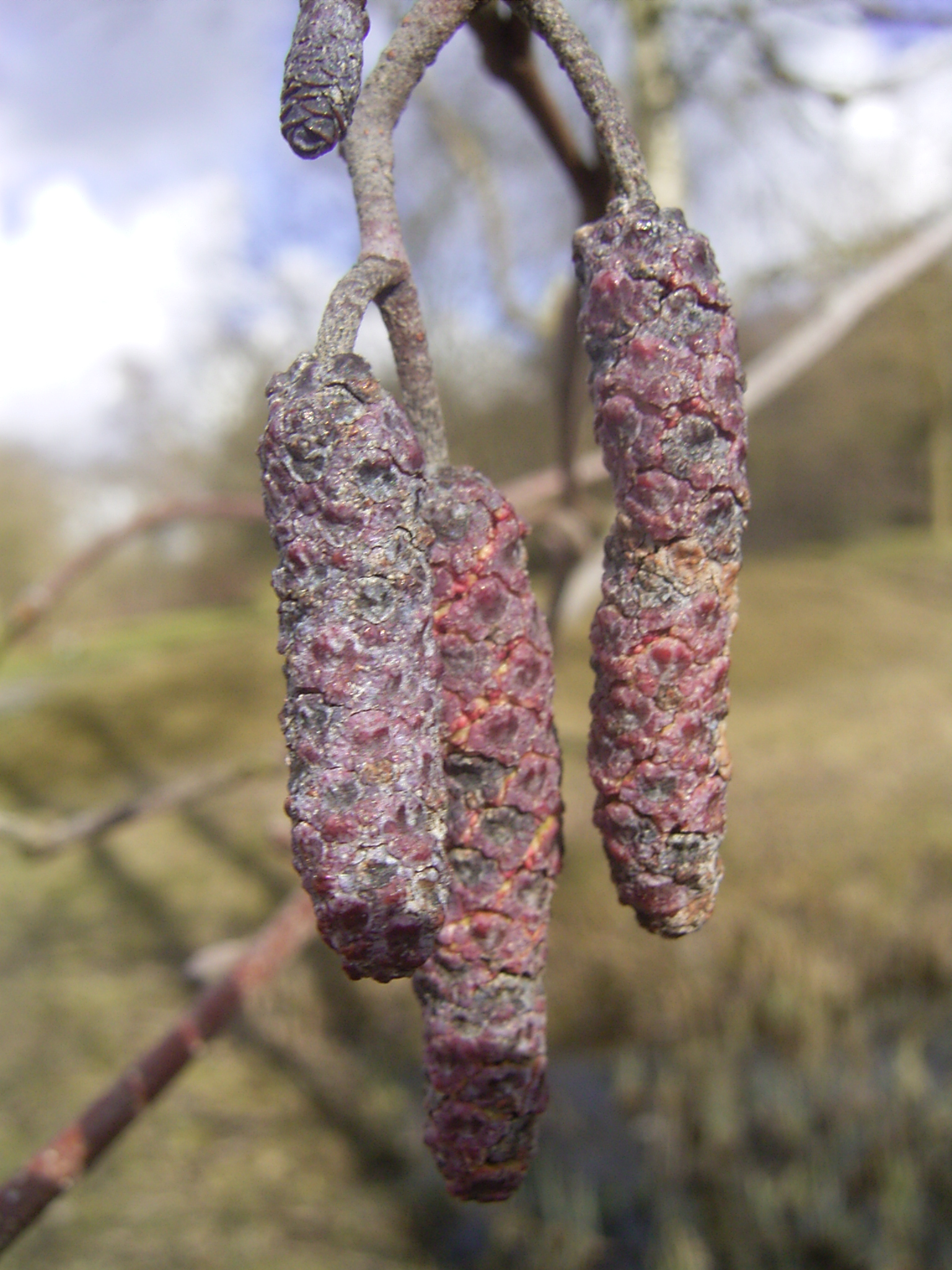
Mannelijke katjes in het voorjaar
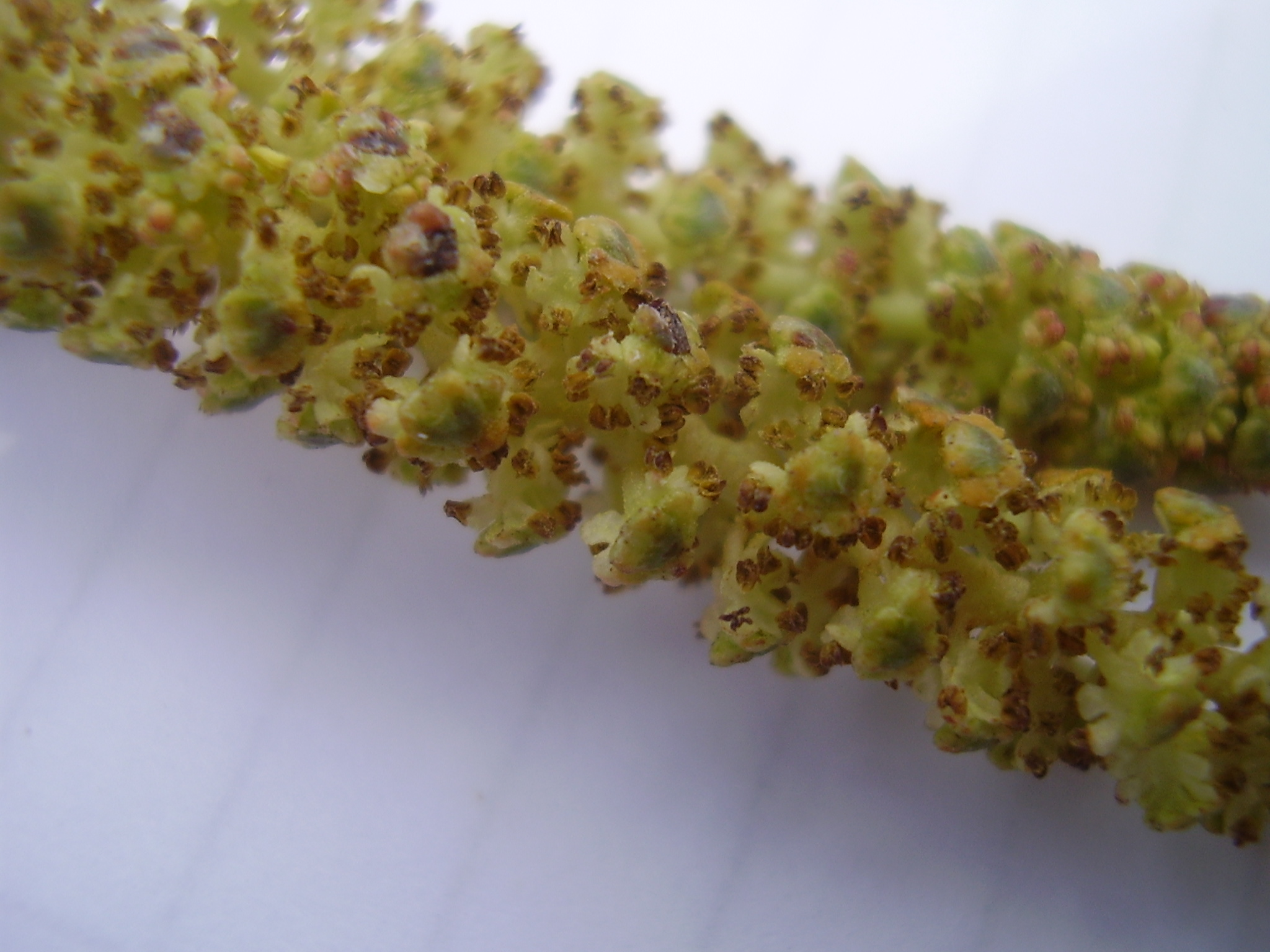
Bloeiende mannelijke katjes in het voorjaar

## Verwante soorten
- Alnus incana - Witte els

Op plaatsen waar zwarte en witte els samen voorkomen vindt men regelmatig bastaarden. Die bomen zijn herkenbaar door hun intermediaire kenmerken.